# Tractat de Pressburg
El tractat de Pressburg fou un tractat de pau entre França i l'Arxiducat d'Àustria signat el 26 de desembre de 1805 a Pressburg, actualment anomenada Bratislava, com a final de la guerra de la Tercera Coalició.
El tractat de Pressburg entre l'Arxiducat d'Àustria i França es va signar el dia 26 de desembre de 1805, i per aquest tractat Àustria va rebre Salzburg (menys Eichstadt i Passau, que van passar al Regne de Baviera; l'elector de Salzburg fou compensat a la cessió de les ciutats imperials de Frankfurt i Wetzlar amb el títol de gran duc elector de Frankfurt), i renunciava als bisbats d'Augsburg, Brixen, al Tirol i al Voralberg que van passar a Baviera; a la Suàbia austríaca i part de Brisgòvia que va passar a Württemberg; i als territoris austríacs assignats a Baden; a més reconeixia com a reis als sobirans de Württemberg i de Baviera; a França li cedia el Vèneto, Istria i Dalmàcia. Aquest tractat va permetre l'ocupació de la totalitat de la Dalmàcia (incloent la República de Ragusa) de la que fou nomenat governador Vicenç Dandolo (1805-1809).